# Lotte (gmina)
Lotte – miejscowość i gmina położona w Niemczech, w kraju związkowym Nadrenia Północna-Westfalia, w rejencji Münster, w powiecie Steinfurt.